# Joseph Force Crater
Joseph Force Crater  (5 de enero de 1889 - desaparecido el 6 de agosto de 1930; declarado legalmente muerto el 6 de junio de 1939) fue un abogado estadounidense que se desempeñó como juez de la Corte Suprema del estado de Nueva York y desapareció misteriosamente poco después de que el estado comenzara una investigación sobre corrupción en la ciudad de Nueva York. A pesar de la publicidad masiva, el caso de persona desaparecida nunca se resolvió y se cerró oficialmente cuarenta años después de que Crater fuera declarado muerto.

## Primeros años y educación
Joseph Crater nació en Easton, Pensilvania, el mayor de los cuatro hijos de Leila Virginia Montague y Frank Ellsworth Crater, operador de un mercado de productos agrícolas  y propietario de un huerto. Ambos padres eran inmigrantes irlandeses.  Crater se educó en el Lafayette College (clase de 1910) y en la Universidad de Columbia, donde fue miembro de la fraternidad Sigma Chi.  Durante su estancia en Columbia, conoció a Stella Mance Wheeler,   que en ese momento estaba casada, y la ayudó a divorciarse. Se casaron siete días después de que se formalizara su divorcio, en la primavera de 1917.  

## Carrera
Crater abrió una oficina en el Equitable Building en Manhattan, se unió al Tammany Hall y al Cayuga Democratic Club liderado por Martin J. Healy, y pasó tiempo organizando a los trabajadores electorales y representando al club en casos de leyes electorales. 
Cuatro meses antes de su desaparición, el 8 de abril de 1930, Franklin D. Roosevelt, entonces gobernador de Nueva York, nombró a Crater como juez de la Corte Suprema de Nueva York para el condado de Nueva York,  que es un tribunal de primera instancia, a pesar de la designación "suprema" (el tribunal más alto del estado de Nueva York es el Tribunal de Apelaciones). Emitió dos opiniones publicadas: Rotkowitz v. Sohn, el 8 de febrero de 1930  sobre transferencias fraudulentas y fraude de ejecución hipotecaria; y Henderson v. Park Central Motors Service, el 11 de julio de 1930  sobre la responsabilidad de una empresa de talleres mecánicos por un coche caro robado y destrozado por un ex convicto. 
Más tarde se llamó la atención sobre la liquidación de inversiones por parte de Crater por un valor de 16.000 dólares y el retiro de 7.000 dólares de su cuenta bancaria esa primavera, un posible pago por su condición de juez. También había pronunciado el discurso de felicitación en la cena de celebración del nombramiento de George Ewald como juez en 1927; las acusaciones de corrupción en Tammany Hall en ese nombramiento fueron el impulso inicial para la apertura de lo que se convertiría en la Comisión Seabury a mediados de 1930. 

## Desaparición
Crater y su esposa estaban de vacaciones en su cottage de verano en Belgrade, Maine, en el verano de 1930, poco después de que comenzara la investigación anticorrupción. A finales de julio, Crater recibió una llamada telefónica. No le dijo nada a su esposa sobre la llamada, excepto que tenía que regresar a la ciudad de Nueva York "para poner en orden a esos tipos". Al día siguiente, llegó a su apartamento en el 40 de la Quinta Avenida en Greenwich Village, pero en lugar de ocuparse de negocios, fue a Atlantic City, Nueva Jersey, con la corista Sally Lou Ritz. 
Crater regresó a Maine el 1 de agosto y luego viajó de regreso a la ciudad de Nueva York el 3 de agosto, prometiéndole a su esposa que regresaría para su cumpleaños el 9 de agosto. Ella afirmó que él estaba de buen ánimo y se comportaba normalmente cuando se fue. En la mañana del 6 de agosto, Crater pasó dos horas revisando sus archivos en su despacho y, al parecer, destruyó varios documentos. Luego hizo que el asistente legal Joseph Mara cobrara dos cheques por un total de 5.150 dólares. Al mediodía, Crater y Mara llevaron dos maletines cerrados al apartamento de Crater, donde Crater le dijo a Mara que se tomara el resto del día libre. 
Esa noche, Crater fue a una agencia de venta de entradas de Broadway dirigida por su amigo Joseph Gransky y reservó un asiento para una comedia llamada Dancing Partner en el Teatro Belasco; Gransky se sorprendió porque él y Crater ya habían visto un avance del espectáculo. Crater luego cenó en Billy Haas's Chophouse en 332 de la Calle 45 Oeste con Ritz y William Klein, un amigo abogado. Los compañeros de cena de Crater dieron versiones diferentes sobre su salida del restaurante. Klein testificó inicialmente que "el juez se subió a un taxi afuera del restaurante alrededor de las 9:30 pm y se dirigió hacia el oeste por la calle Cuarenta y cinco".  Este relato fue confirmado inicialmente por Ritz: "En la acera, el juez Crater tomó un taxi".  Klein y Ritz cambiaron más tarde su historia y dijeron que habían subido a un taxi afuera del restaurante, pero Crater se había ido caminando por la calle. 
La desaparición de Crater no provocó ninguna reacción inmediata. Cuando no regresó a Maine después de diez días, su esposa comenzó a hacer llamadas a sus amigos en Nueva York, preguntando si alguien lo había visto. Sus colegas jueces se alarmaron cuando Crater no se presentó a la apertura de los tribunales el 25 de agosto; iniciaron una investigación privada pero no encontraron ningún rastro de él. La policía fue notificada el 9 de septiembre, y después el juez desaparecido fue noticia de primera plana.  

### Investigación
Los detectives descubrieron que la caja de seguridad del juez había sido vaciada y que los dos maletines que Crater y Mara habían llevado a su apartamento habían desaparecido. Estas pistas prometedoras se perdieron rápidamente en medio de miles de informes falsos de personas que afirmaban haber visto al juez desaparecido.     Un gran jurado convocado en octubre de 1930 llamó a 95 testigos y reunió 975 páginas de testimonios. La señora Crater se negó a comparecer. El jurado concluyó que "la evidencia es insuficiente para justificar cualquier expresión de opinión sobre si Crater está vivo o muerto, o si se ha ausentado voluntariamente, o si sufre de una enfermedad de naturaleza amnésica, o si es víctima de un crimen".  
A Crater le gustaba la vida nocturna de la ciudad; socializaba con muchas coristas además de con su amante de muchos años, Connie Marcus. Dos de estas mujeres abandonaron la ciudad abruptamente después de su desaparición. Sally Lou Ritz (nombre real, Sarah Ritzi; 1907/1908–2000) había cenado con Crater la noche en que él desapareció y también se rumoreaba que era su amante; ella se fue de Nueva York en agosto o septiembre de 1930.   Fue encontrada a finales de septiembre de 1930 viviendo en Youngstown, Ohio, con sus padres. Dijo que había abandonado Nueva York porque había recibido noticias de que su padre estaba enfermo. La policía que investigaba el caso Crater todavía la estaba interrogando en 1937, cuando ya vivía en Beverly Hills, California.   June Brice, otra corista, había sido vista hablando con Crater el día antes de su desaparición. Un abogado que actuaba en representación de la esposa de Crater argumentó que Brice había estado en el centro de un plan para chantajear a Crater (la razón de los retiros bancarios el día de su desaparición) y que un novio gángster de Brice había asesinado al juez. Brice desapareció el día en que un gran jurado se reuniría para analizar el caso. En 1948 fue descubierta recluida en un hospital psiquiátrico. 
Según se informa, la chaqueta de Crater fue encontrada en el apartamento de Vivian Gordon. Estaba involucrada en la prostitución de lujo y vinculada a la madame Polly Adler. Gordon tenía vínculos con un gran número de empresarios influyentes y era propietaria, al menos sobre el papel, de varias propiedades que se creía que eran fachadas para actividades ilegales. También se la vio por la ciudad con el gángster Jack "Legs" Diamond, con quien se rumoreaba que Crater socializaba. Crater conocía al exjefe de Diamond, el miembro del crimen organizado Arnold Rothstein, y estaba extremadamente molesto por el asesinato de Rothstein.  Gordon estaba enojada por una condena que le había costado la custodia de su hija de 16 años. El 20 de febrero de 1931, se reunió con un abogado de la Comisión Seabury y se ofreció a testificar sobre la corrupción policial. Fue asesinada cinco días después. La publicidad que rodeó el asesinato de Gordon, que apareció estrangulada en un parque del Bronx, provocó la dimisión de un policía al que ella había acusado de incriminarla y el suicidio de su hija.  El escándalo también volvió a centrar la atención en la investigación sobre corrupción, que finalmente llevó a la renuncia del alcalde Jimmy Walker y eliminó en gran medida el control de Tammany Hall sobre la ciudad, previamente debilitada por Rothstein y el conflicto sobre su antiguo imperio.  
La esposa de Crater encontró sobres que contenían cheques, acciones, bonos y una nota del juez el 20 de enero de 1931, seis meses después de su desaparición. Estaban en un cajón de una cómoda que estaba vacío cuando la policía lo registró. El descubrimiento condujo a pistas nuevas, pero en última instancia no concluyentes, y nunca se encontró ningún rastro de Crater.  El caso se cerró oficialmente en 1979. 

### Eventos subsiguientes
La señora Crater permaneció en su casa de vacaciones en Maine durante la búsqueda de su marido, hasta que descubrió los sobres ocultos.  La desalojaron del apartamento de la Quinta Avenida por impago del alquiler. En julio de 1937, cuando, según se informa, vivía con 12 dólares a la semana, mientras trabajaba como operadora telefónica en Maine, solicitó que se declarara oficialmente muerto al juez.  Se casó con Carl Kunz, un contratista eléctrico de la ciudad de Nueva York, en Elkton, el 23 de abril de 1938.  La primera esposa de Kunz se había ahorcado ocho días antes de la boda.  Crater fue declarado legalmente muerto en 1939;   su viuda recibió $20,561 del seguro de vida. Se separó de Kunz en 1950 y murió en 1969 a los 70 años.
La señora Crater expresó su creencia de que su marido había sido asesinado en su propio relato del caso, The Empty Robe, que fue escrito con el escritor independiente y periodista Oscar Fraley y publicado por Doubleday en 1961.  
El 19 de agosto de 2005, las autoridades revelaron que después de la muerte de Stella Ferrucci-Good, residente de Queens, a los 91 años, habían recibido notas que ella escribió en las que afirmaba que su esposo, el detective del departamento de Policía de Nueva York Robert Good, se había enterado de que Crater fue asesinado por Charles Burns, un oficial de policía de Nueva York que también trabajaba como guardaespaldas del ejecutor de Murder, Inc., Abe Reles, y por el hermano de Burns, Frank. Según la carta, Crater fue enterrado cerca de West Eighth Street en Coney Island, Brooklyn, en el sitio actual del Acuario de Nueva York.    La policía informó que no se habían encontrado registros que indicaran que se habían descubierto restos esqueléticos en ese sitio cuando fue excavado en la década de 1950 para edificar las instalaciones.  Richard J. Tofel, autor de un libro de 2004 sobre el caso, Vanishing Point, expresó su escepticismo sobre el relato de Ferrucci-Good.

## En la cultura popular
La frase "hacer un Juez Crater", o simplemente "hacer un Crater", significando desaparecer  fue común hasta finales del siglo XX. Durante muchos años después de la desaparición de Crater, "Juez Crater, llame a su oficina" fue un chiste estándar de los comediantes de clubes nocturnos.  Como truco publicitario para su película de 1933 Bureau of Missing Persons, First National Pictures prometió en anuncios de prensa pagarle a Crater 10.000 dólares si los reclamaba en persona en taquilla. La última carta de Crater, posiblemente escrita el día de su desaparición, fue vendida en una subasta el 22 de junio de 1981 por 700 dólares. La carta estaba marcada como "confidencial" y comenzaba: "Las personas nombradas me deben el siguiente dinero. Póngase en contacto con ellas porque seguramente pagarán sus deudas". Se informó incorrectamente que esta carta era el testamento de Crater. 
El juez era conocido popularmente entre sus amigos como "Good Time Joe", por sus momentos divertidos con las coristas y su amor por bailar. Tras su desaparición, la prensa utilizaría este apodo como una de las formas comunes de referirse a él; además de llamarlo el "Hombre más desaparecido de Estados Unidos".     
En la novela de ciencia ficción de Frank O'Rourke de 1964, Instant Gold, un resultado inesperado de una redada nacional es que "por un breve y glorioso momento, los agentes de la CIA que investigaban la ciudad cuprífera de Houghton, en el Lago Superior, Michigan, informaron del descubrimiento del Juez Crater".